# Передуралля
Передура́лля — природна та історична територія в Росії, яка на заході примикає до західних схилів Уральських гір і знаходиться головним чином в басейні річок Кама та Печора разом з їхніми притоками. На заході Передуралля межує із Східноєвропейською рівниною.
На території розташовані такі сучасні адміністративні одиниці Росії:
- Пермський край
- Башкортостан
- Удмуртія
- Оренбурзька область

В північній частині Передуралля розташована Печорська низовина, південніше — Верхньокамська височина, Бугульминсько-Белебеївська височина та інші дрібні орографічні одиниці. Більша частина Передуралля вкрита хвойними лісами тайги, на півдні знаходяться степи, які більшою частиною розорані під сільськогосподарські угіддя. На території розвідані значні запаси нафти, природного газу, кам'яного вугілля.